# Zarıslı
Zarıslı (eingedeutscht Sarisli, armenisch Զարիսլու Sarislu) ist ein Dorf im Rayon Şuşa in Aserbaidschan. Zarıslı liegt im zentralen Teil der Provinz Şuşa auf einer Höhe von 1528 Metern.

## Geschichte
Während der Herrschaft des Zarenreiches gehörte das Dorf zur Ujesd Şuşa, die wiederum Teil des Gouvernements Elisawetpol war. Laut dem Kaukasischen Kalender der Zarenregierung aus dem Jahr 1912 lebten in der Ortschaft über 1100 Menschen, mehrheitlich Aserbaidschaner.
Zarıslı lag im Zentrum armenisch-aserbaidschanischer Auseinandersetzungen in den Jahren 1918 bis 1920. Dadurch schrumpfte die Zahl der Bevölkerung auf 360 im Jahr 1921.
Vor dem Ausbruch des Ersten Bergkarabachkrieges lebten im Dorf ca. 200 Menschen, alle Aserbaidschaner. Diese wurden im Mai 1992 vertrieben und das Dorf selbst von armenischen Truppen erobert. Seitdem gehörte es zur international nicht anerkannten Republik Arzach, die es als Teil der Provinz Schuschi verwaltete. Nachdem Aserbaidschan die Kontrolle über das Gebiet zurückerobert hatte, veröffentlichten aserbaidschanische Medien Anfang Oktober 2023 einen kurzen Videobeitrag, der die Ruinen von Zarıslı zeigt.